# Новізна
Новізна (пол. Nowizna, нім. Neudorf an der Eule) — село в Польщі, у гміні Дзержонюв Дзержоньовського повіту Нижньосілезького воєводства.
Населення — 395 осіб (2011).
У 1975-1998 роках село належало до Валбжиського воєводства.

## Демографія
Демографічна структура станом на 31 березня 2011 року:
|          | Загалом | Допрацездатний вік | Працездатний вік | Постпрацездатний вік |
| -------- | ------- | ------------------ | ---------------- | -------------------- |
| Чоловіки | 195     | 37                 | 146              | 12                   |
| Жінки    | 200     | 29                 | 122              | 49                   |
| Разом    | 395     | 66                 | 268              | 61                   |